# تمرحنينة
التمرحنينة (الاسم العلمي: Ligustrinae) هي تحت قبيلة من النباتات تتبع الفصيلة الزيتونية من رتبة الشفويات.

## أجناس التمرحنينة
- التمرحنة
- الليلك